# Christian Reinhold Köstlin
Christian Reinhold Köstlin, född 29 januari 1813 i Tübingen, död där 14 september 1856, var en tysk jurist och författare; son till Nathanael Friedrich von Köstlin, far till Heinrich Adolf Köstlin, kusin till Karl Reinhold von Köstlin och Julius Köstlin.
Köstlin bosatte sig som advokat i Stuttgart 1836, blev privatdocent 1839 och professor i straffrätt i Tübingen 1841. Som skönlitterär författare framträdde han under pseudonymen "C. Reinhold" och utgav Novellen (tre band, 1847-48), Gedichte (1853), den historiska berättelsen Georg Podiebrad, König von Böhmen (två band, andra upplagan 1853). Ett drama, Die Söhne des Dogen, fick han uppfört i Stuttgart 1838.
Sitt rykte som juridisk författare grundlade Köstlin genom Die Lehre vom Mord und Totschlag (1838) och Wilhelm I, König von Wirtemberg und die Entwickelung der wirtembergischen Verfassung (1839). Av hans juridiska skrifter kan dessutom nämnas Neue Revision der Grundbegriffe des Kriminalrechts (1845), Der Wendepunkt des deutschen Strafverfahrens im neunzehnten Jahrhundert (1849), Das Geschwornengericht, für  Nichtjuristen dargestellt (1849), Die  Geschwornengerichte (1851) och System des deutschen Strafrechts (ett band 1855).